# Surinaamse parlementsverkiezingen 2020/Kandidatenlijst/Paramaribo
Dit is de lijst van kandidaten voor de Surinaamse parlementsverkiezingen in 2020 in Paramaribo. De verkiezingen vinden plaats op 25 mei 2020.
De onderstaande deelnemers kandideren op grond van het districten-evenredigheidsstelsel voor een zetel in De Nationale Assemblée. Elk district heeft een eigen lijsttrekker. Los van deze lijst vinden tegelijkertijd de verkiezingen van de ressortraden plaats. Daarvoor geldt het personenmeerderheidsstelsel. De kandidaten voor de ressortraden staan hieronder niet genoemd.

## Kandidaten
Hieronder volgen de kandidatenlijsten op alfabetische volgorde per politieke partij.

### Algemene Bevrijdings- en Ontwikkelingspartij(ABOP)
1. Edward Belfort
2. Edgar Sampie
3. Gilbêrt van Lierop
4. Kelvin Koniki
5. Humphrey Tobi
6. Fidelia Graand-Galon
7. Dihalu Deel
8. Ruben Ravenberg
9. Priscilla Dawsa
10. Stefanus Ligorie
11. Harish Monorath
12. Cyriel Clemens
13. Ingrid Bergstroom
14. Gordon Touw Ngie Tjouw
15. Ruth Beely
16. Marvin Abiansi
17. Regillio Pinas (Kater Karma)

### Alternatief 2020(A20)
1. Steven Reyme
2. Serena Essed
3. Fadil Illes
4. Max Huisden
5. Florence Tjin A Soe
6. Samuel Kuik
7. Bitoya Pakosie
8. Perry van Leesten
9. Andro Loods
10. Sharmaine Artist
11. Eric Astwood
12. Winston van der Leuv
13. Jerrel Pinas
14. Naomi Samuel
15. Oemairah Bijlhout
16. Enrico Lemmert
17. Ramona Forster

### Broederschap en Eenheid in de Politiek(BEP)
1. Edgar Dikan
2. Lourencina Adams
3. Agnes Blijer
4. Wensley Misiedjan
5. August Asinga
6. Wonny Banai
7. Daniëlla Menig
8. Magasia Wienaba
9. Leandra Noordzee
10. Deborah Winson
11. Johan Koesé
12. Jacobus Anantoewe
13. Miguel Abili
14. Rildo Aserie
15. Welie Patra
16. Glenn Moetong
17. Winston Adaba

### Democratie en Ontwikkeling in Eenheid(DOE)
1. Carl Breeveld
2. Xiomara Tsai-A-Woen
3. Berryl Morris
4. Saskia Dopo
5. Bruce Zamuel
6. Lilian Wiebers
7. Ryan Rozenblad
8. Arleen Sumter
9. Jagendersing Raghoebarsing
10. Lorenzo Irion
11. Hariette Walker
12. Murwin Ritfeld
13. Ewin Vrede
14. Noraly Bedford
15. Hilary Ajaiso
16. Orlando Rantwijk
17. Harry Mungra

### Democratisch Alternatief '91(DA'91)
1. Angelic del Castilho
2. Iris Nazir
3. Claudette Etnel
4. Subhas Jhauw
5. Monique Daal
6. Iwan Haverkamp
7. Grushenka Rozen
8. Usha Luchmun
9. Iwan Holder
10. Sharine Sedney
11. Romeo Stienstra
12. Delano Ponit
13. Armand Waggelmans
14. Marius Van de L'Isle
15. Raymill Manichand
16. Faried Asraf
17. Sunil Oemrawsingh

### De Nieuwe Wind(DNW)
1. Ingrid Yvonne Adrianus
2. Gutesse Ashley Weson
3. Ebigaél Xafiera Maatrijk

### Hervormings- en Vernieuwingsbeweging(HVB)
1. Mike Noersalim
2. Louis Vismale
3. Vergillio Rebin
4. Alisa Grant
5. Jaïr Kross
6. Rafaël Pawirokromo
7. Carlo Burke
8. Romarlisa Bisphan
9. David Pansa
10. Aargil Marije
11. Rakeshkoemar Hardwarsing
12. Beryll Lotion
13. Aniel Madhuban
14. Renfrum Jokhoe
15. Desiré Tjong-Ahin
16. Grace Pinas
17. Hendrik Tonawi

### Nationale Democratische Partij(NDP)
1. Desi Bouterse
2. Jennifer Geerlings-Simons
3. André Misiekaba
4. Rabin Parmessar
5. Melvin Bouva
6. Stephen Tsang
7. Soewarto Moestadja
8. Tashana Lösche
9. Sebita Gopal
10. Ronald Hooghart
11. Daniëlla Sumter
12. Anushka Gopalrai
13. Oesman Wangsabesari
14. Grachella Jozefzoon
15. Anwar Moenne
16. Klebert Drenthe
17. Ludciano Wijdenbosch

### Nationale Partij Suriname(NPS)
1. Gregory Rusland
2. Patricia Etnel
3. Ivanildo Plein
4. Jerrel Pawiroredjo
5. Gracia Ormskirk
6. Monique Sowidjojo
7. Irshaad Fatemahomed
8. Rachelle Giddings
9. Shanti Venetiaan
10. Gilbert van Dijk
11. Shankar Ramotar
12. Sergio Lagadeau
13. Silenta Neslo
14. Raymond Hasnoe
15. Walther Smith
16. Yerry Navin Khoesial
17. Arthur Tjin-A-Tsoi

### Partij voor Recht en Ontwikkeling(PRO) /Amazone Partij Suriname(APS)
1. Curtis Hofwijks
2. Audrey Christiaan
3. Stephano Biervliet
4. Jowy Essed
5. René Artist
6. Bryan Boerleider
7. Jennifer Knel
8. Gelvin Filé
9. Luciën Karg
10. Rosita Sewcharan
11. Sharon de Randamie-Hofwijks
12. Arlinda Melim
13. Soraya Wittenberg
14. Jonathan van Doorn
15. Patricia Mainsie
16. Benito Pick
17. Gerold Sewcharan

### Pertjajah Luhur(PL)
1. Paul Somohardjo
2. Andy Atmodimedjo
3. Iwan Ganga
4. John Nasibdar
5. Robert Soentik
6. Gustaaf Samjadi
7. Djanmady Karijodikoro
8. Soekarmat Tarsa
9. Arif Soetodrono
10. Enrique Dipotiko
11. Jacita Oesmanadi
12. Asroef Mohabbat
13. Margo Kramp
14. Tjark Muringen
15. Ian Ramadhin
16. Murwin Condari
17. Juanito Eijk

### Progressieve Arbeiders en Landbouwers Unie(PALU)
1. Jim Hok
2. Imran Taus
3. Susan Doorson
4. Melvin Hijnes
5. Sigornie Vrede
6. Abuna Boyer
7. Ritakoemarie Harpal
8. Yves Verwey
9. Danielle Nai Chun Tong
10. Robert Inge
11. Sharissa De Randamie
12. Natasha Veninga
13. Hellen Riedewald
14. Edson Paal
15. Rendel Feller
16. Jamnapersad Nirandjan
17. Centhia Rozenblad

### Sociaal Democratische Unie(SDU)
1. Celsius Waterberg
2. Nathalia Roemer
3. Regillio Pinas
4. Marscha van der Bok
5. Kalisda Pinas
6. Fabienne Cruden
7. Ivona Huisraad
8. Esther Ewijk
9. Yolanda Kerkhout
10. Muriel Benanoe
11. Irish Waterberg
12. Susan Nasibdar
13. Melanta Pinas
14. Cedric Lafanti
15. Chenifa Moidin

### STREI!
1. Phil Soemita
2. Rodney Cairo
3. Sybrano Harris
4. Lou O'Brien
5. Emmy Cheung
6. Martin Bel
7. Patricia Paal
8. Patricia Sabajo
9. Lionel Zweers
10. Alfonsius Soegriemsingh
11. Sanjeev Ajodhia
12. Metternisch Dankerlui
13. Xaviera Bhugwandass
14. Ingrid Peters
15. Rogier Pocorni
16. Beverly Seymore
17. Maisha Neus

### Surinaamse Partij van de Arbeid(SPA)
1. Guno Henry George Castelen
2. Robby Vivian Berenstein
3. Patrick Susseno Robles de Medina
4. Roy Richardo Eugѐne Reiziger
5. Vennia Angelique Delchot
6. Rachel Jeanet Jap Tjong
7. Albert Ramin Sanrawi
8. Vannessa Wilma Paulus
9. Regina Hermien Schröder
10. Willy Rodriquez
11. Iwan Richard van Dijk
12. Robbert Andries Huisden
13. Ravin Bhawan
14. Imanuel Alexander Jaimangal
15. Marcia Remelia Clumper
16. Imro Leonard Eugѐne Redmond
17. Leendert Albert Anton Pocornie

### Volkspartij voor Vernieuwing en Democratie(VVD)
1. Alice Amafo
2. Radjinderkoemar Balgobind
3. Conchita Dunker
4. Regillio Talea
5. Samuel Abisoina
6. Miquel Sebico
7. Esmee Jozua
8. Philiciano Karijodikromo
9. Albertus Poeketie
10. Shivan Kalika
11. John Brei
12. Harvey Menasse
13. Rachel Prika
14. Irene van Troon
15. Mariska Kolli
16. Clarence Richmond
17. Amit Sewradj

### Vooruitstrevende Hervormings Partij(VHP)
1. Krishna Mathoera
2. Cedric van Samson
3. Riad Nurmohamed
4. Cheryl Dijksteel
5. Dew Sharman
6. Sham Binda
7. Rui Wang
8. Kishan Ramsukul
9. Ronny Aloema
10. Ryan Nannan
11. Grachelle Sluisdom
12. Varsha Ramratan
13. Thalicia Atmodimedjo
14. Michelle Seedo
15. Jason Gummels
16. Rishma Kuldipsingh
17. Ganeshkoemar Kandhai

Kandidaten per partij: A20 · 
ABOP · 
BEP · 
DA'91 · 
DNW · 
DOE · 
HVB · 
NDP · 
NPS · 
PALU · 
PL · 
PRO/APS · 
SDU · 
SPA · 
STREI! · 
VHP · 
VVD
Kandidaten per district: Brokopondo · 
Commewijne · 
Coronie · 
Marowijne · 
Nickerie · 
Para · 
Paramaribo · 
Saramacca · 
Sipaliwini · 
Wanica